# Puente de piedra Chico
El puente de piedra Chico está ubicado en la comuna chilena de Los Vilos, construido en el año 1910. Se encuentra entre  Coquimbo, Choapa y los Vilos , con posición de referencia de Kilómetro 59.32 de la ruta D-37 E Illapel-Tilama. Este puente aporto a un crecimiento económico con la conexión de vías de comunicación para comunicar un puerto o una terminal férrea y el movimiento de mercancías y pasajeros.

## Historia
El puente fue construido aproximadamente en el año 1910. La construcción de este puente se debe al éxito de Chile en la Guerra del Pacífico, .La ocupación de la región norte tras las campañas hizo que la industria salitrera aumentara. Por lo tanto aumentó su mano de obra y comercialización. Entonces se comenzó  a necesitar un medio para acercar lugares, unir caminos o comunicar dos espacios geográficos distantes o separados para transportar los productos del valle a los puertos y otras regiones. Ante esta necesidad el presidente José Manuel Balmaceda ordenó unir la construcción de este para unir el tramo entre Los Vilos, Illapel y Salamanca.
El puente es un vestigio de la Red Longitudinal Norte del ferrocarril; éste se utilizó desde finales del siglo XIX hasta principios del siglo XX, luego del surgimiento de nuevos movimientos sociales integrados por los nuevos habitantes de las ciudades y los cambios que produjo en torno con las salitreras.

## Aspectos constructivos
Esta obra pudo ser terminada gracias a la Dirección General de Obras Públicas, quienes se encargaron de la finalización del puente, ya que la empresa que estaba a cargo de su construcción no cumplió con los tiempos estipulados y dejó la obra sin terminar. La superficie en la que se construyó es de aproximadamente 66,76 metros cuadrados. Esta construcción es un tipo de puente llamado Puente de fábrica (o también puente de bóvedas de fábrica, puente de piedra, puente de albañilería o puente abovedado),” es un tipo específico de puente de la gran familia de los puentes en arco, que se caracteriza por hacer uso de las bóvedas de mampostería para salvar los obstáculos. El material usado es la piedra tallada, muy resistente a la compresión, pero poco a la flexión. La técnica de construcción de puentes de fábrica ha sido aplicada desde la Antigüedad hasta comienzos del siglo XX y en lo fundamental consistía en evaluar correctamente los empujes de las bóvedas y diseñar en correspondencia las pilonas capaces de soportarlos”.
Los materiales utilizados en el puente, fueron principalmente la piedra con el metal. Se puede ver a simple vista como la piedra predomina y recubre todo el puente y tecnología utilizada en su construcción basada en los materiales nombrados. Actualmente se encuentra en desuso.
Lo más difícil para los ingenieros de esa época fue la pendiente del sector, la cual fue un factor que supuso un desafío grande para ellos.

## Monumento Nacional
El decreto N°127, aprobado el 20 de abril del 2011, es el que proclama el “Puente Chico” y otros 8 construcciones más, como monumento nacional, debido a que; es parte de la red longitudinal norte del ferrocarril en la época del término del siglo XIX y el inicio del siglo XX, es visto como un ejemplo en torno a los sistemas constructivos y tecnológicos en desuso y representativas en su época, y  finalmente es parte de la construcción de la identidad de las comunidades alrededores de Illapel-Tilama.